# Dan Aykroyd
Daniel Aykroyd, dit Dan Aykroyd, est un acteur, producteur et scénariste canadien, né le 1er juillet 1952 à Ottawa (Ontario).
Il se fait connaître du grand public américain grâce à sa participation à l'émission télévisée Saturday Night Live de 1975 à 1979, période durant laquelle il apparaît dans une série de sketchs mettant notamment en vedette les Coneheads (en) et les Blues Brothers. Pour son travail dans l'émission, il reçoit cinq nominations aux Primetime Emmy Awards, remportant celui du meilleur scénario pour une émission de divertissement en 1977. Après son départ, il revient de temps en temps en tant qu'invité.
Il gagne en notoriété avec l'écriture des deux volets de SOS Fantômes et son rôle du docteur Ray Stantz (en). Il est également connu pour ses rôles comiques dans Les Blues Brothers (1980), Un Fauteuil pour deux (1983), Drôles d'espions (1985), Dragnet (1987), Coneheads (1993), et Vacances très mouvementées (1988).
En 1990, il est nommé à l'Oscar du meilleur acteur dans un second rôle pour son rôle de Boolie Werthan dans Miss Daisy et son chauffeur (1989). Il tient d'autres rôles dramatiques dans My Girl (1991), Chaplin, et Les Experts (tous deux en 1992). Il tient des seconds rôles importants dans Le Courage d'un con (1995), Tueurs à gages (1997), Amour et Amnésie (2004), Moi, député (2012), et Ma vie avec Liberace (2013).
Il tient le rôle du révérend Mike Weber dans la sitcom Un Pasteur d'enfer (1997-1998). Il apparaît aussi dans diverses séries télévisées, notamment It's Garry Shandling's Show (1990), Papa bricole (1997), Les Griffin (2009), Les Simpson (2021) et The Conners (en) (2019). Aykroyd est également un homme d'affaires, ayant cofondé la chaîne de salles de concert House of Blues et la marque Crystal Head Vodka (en).

## Biographie
Daniel Edward Aykroyd est né le 1er juillet 1952 à Ottawa.
Son père est Peter Hugh Aykroyd, sa mère Lorraine est franco-ontarienne et il parle le français avec un accent franco-ontarien (que l'on peut entendre dans le film Coneheads), mais il donne rarement des entretiens en français, faute de pratique depuis des années.
Il est le frère de Peter Aykroyd (en) (1955-2021), écrivain et acteur de théâtre et de cinéma avec qui il a collaboré.

## Carrière

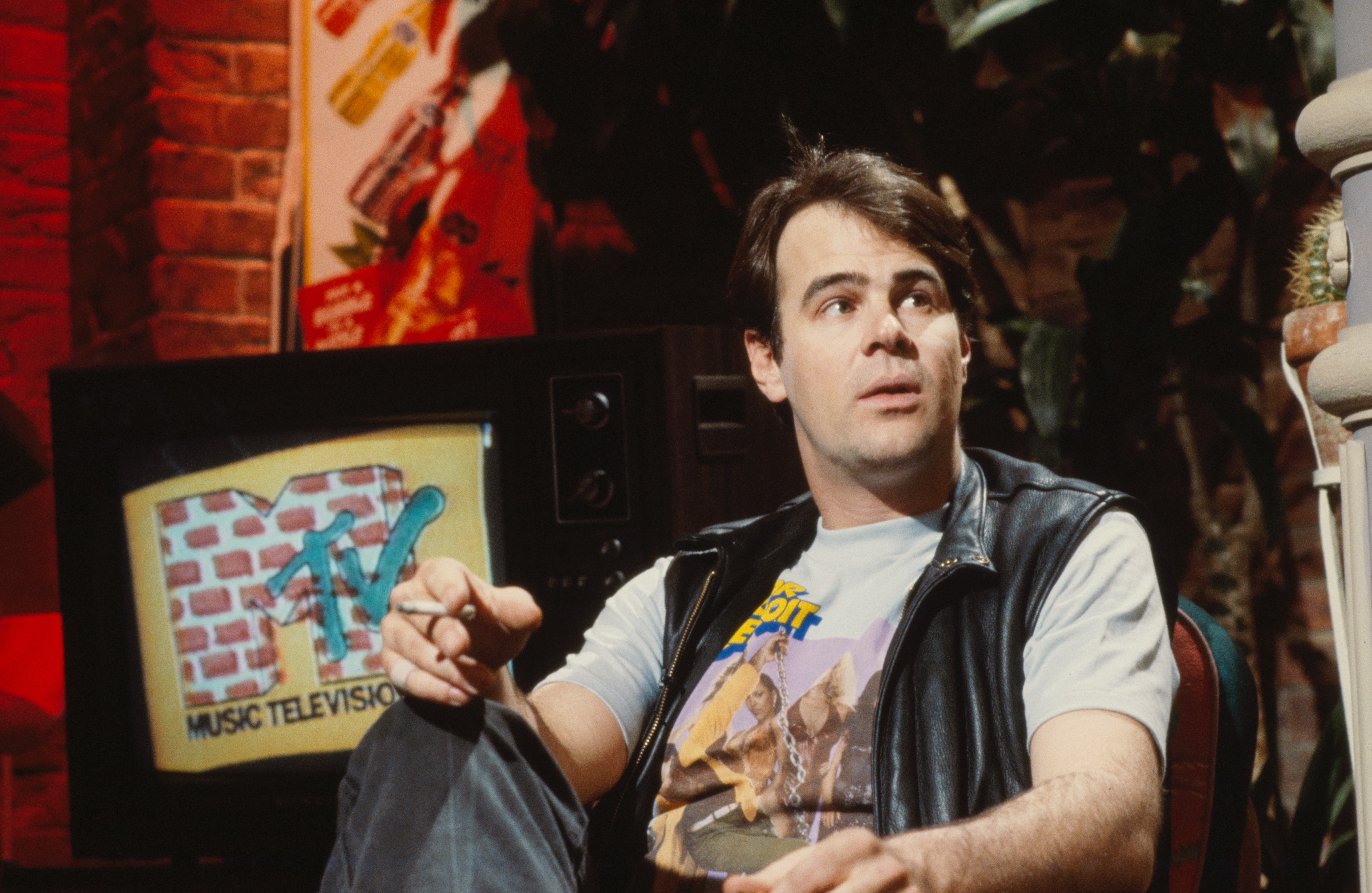
Dan Aykroyd en 1982.

Avant de se faire connaître à la télévision, Dan Aykroyd entame des études de criminologie qu'il abandonne. Sa carrière artistique démarre en 1971 mais il se fait connaître du grand public américain grâce à sa participation à l'émission télévisée Saturday Night Live entre 1975 et 1979.
Il débute avec Steven Spielberg dans 1941 puis obtient ses plus grands rôles dans The Blues Brothers avec son meilleur ami John Belushi, mort en 1982. La comédie Un fauteuil pour deux l'impose avec son partenaire Eddie Murphy en 1983. C'est la consécration l'année suivante avec le film-phénomène SOS Fantômes qui connaîtra deux suites, en 1989 et 2021. Parmi ses autres films notables durant cette décennie, on peut citer J'ai épousé une extra-terrestre en 1988 avec Kim Basinger et Miss Daisy et son chauffeur en 1989 aux côtés de Jessica Tandy et Morgan Freeman.
Durant les années 1990, il partage également l'affiche de nombreux films tels que My Girl avec Macaulay Culkin et Jamie Lee Curtis paru en 1991, ainsi que Les Experts (1992) avec Robert Redford et Sidney Poitier, Chaplin avec Kevin Kline et Diane Lane. Il fait également un caméo dans le film Casper en 1995. En 1998, il prête sa voix au film d'animation à succès Fourmiz, tout en participant à la suite de Blues Brothers : Blues Brothers 2000.
En 2000, l'acteur est à l'affiche du drame Chez les heureux du monde, porté par Gillian Anderson.
Il joue en 2001 dans le blockbuster Pearl Harbor de Michael Bay et dans Le Sortilège du scorpion de jade de Woody Allen. La même année, Ivan Reitman revient au fantastique en mettant en scène David Duchovny en chasseur d'extra-terrestres dans la comédie Évolution, dont il partage également l'affiche.
En 2002, il apparaît dans Crossroads, aux côtés de la chanteuse Britney Spears et de Kim Cattrall. À sa sortie, le film est vivement critiqué par les critiques qui le qualifient de « navet », mais rencontre néanmoins un certain succès, rapportant plus de 61 millions de dollars au box-office.
En 2004, il obtient un rôle dans Amour et amnésie avec Drew Barrymore et Adam Sandler, qui est un triomphe international, suivi de la comédie Un Noël de folie !, aux côtés de Tim Allen et Jamie Lee Curtis, au  succès considérable.
Il est aussi choisi pour intégrer le casting du film Sexy Devil, aux côtés de Alec Baldwin, Jennifer Love Hewitt, Anthony Hopkins et Kim Cattrall, qui sort en 2007 sur les écrans.
En 2010, il prête sa voix au personnage principal du film Yogi l'ours, comprenant en vedettes Justin Timberlake et Anna Faris, qui récolte 203,5 millions de dollars de recettes dans le monde.

## Filmographie

### Acteur au cinéma

#### Années 1970
- 1977 : Love at First Sight de Rex Bromfield : Roy
- 1979 : Mr. Mike's Mondo Video : Jack Lord priest / Himself
- 1979 : 1941 de Steven Spielberg : Sgt. Frank Tree

#### Années 1980
- 1980 : The Blues Brothers (The Blues Brothers) de John Landis : Elwood Blues
- 1981 : Les Voisins (Neighbors) de John G. Avildsen : Vic
- 1983 : Doctor Detroit de Michael Pressman : Clifford Skridlow
- 1983 : Un fauteuil pour deux (Trading Places) de John Landis : Louis Winthorpe III
- 1983 : La Quatrième Dimension (Twilight Zone: The Movie) de John Landis : Passager / Ambulancier (Prologue / Sketch no 4)
- 1984 : Indiana Jones et le Temple maudit (Indiana Jones and the Temple of Doom) de Steven Spielberg : Weber
- 1984 : SOS Fantômes (Ghostbusters) d'Ivan Reitman : Dr Raymond « Ray » Stantz
- 1984 : Nothing Lasts Forever de Tom Schiller : Buck Heller
- 1985 : Série noire pour une nuit blanche (Into the Night) de John Landis : Herb
- 1985 : Drôles d'espions (Spies Like Us) de John Landis : Austin Millbarge
- 1987 : Dragnet de Tom Mankiewicz : Joe Friday
- 1988 : Parle à mon psy, ma tête est malade (The Couch Trip) de Michael Ritchie : John Burns
- 1988 : La Vie en plus (She's Having a Baby) de John Hughes : Roman de The Great Outdoors
- 1988 : Vacances très mouvementées (The Great Outdoors) de Howard Deutch : Roman Craig
- 1988 : Le Golf en folie 2 (Caddyshack II) de Allan Arkush : Capitaine Tom Everett
- 1988 : J'ai épousé une extra-terrestre (My Stepmother Is an Alien) de Richard Benjamin : Steven Mills
- 1989 : SOS Fantômes 2 (Ghostbusters II) d'Ivan Reitman : Dr Raymond « Ray » Stantz
- 1989 : Miss Daisy et son chauffeur (Driving Miss Daisy) de Bruce Beresford : Boolie Werthan

#### Années 1990
- 1990 : Masters of Menace de Daniel Raskov : Johnny Lewis
- 1990 : Loose Cannons de Bob Clark : Ellis Fielding
- 1991 : Tribunal fantôme (Nothing But Trouble) de Dan Aykroyd : Juge Alvin 'J.P' Valkenheiser & Bobo
- 1991 : My Girl de Howard Zieff : Harry Sultenfuss
- 1992 : Ma vie est une comédie (This Is My Life) de Nora Ephron : Arnold Moss
- 1992 : Les Experts (Sneakers) de Phil Alden Robinson : Mother
- 1992 : Chaplin de Richard Attenborough : Mack Sennett
- 1993 : Coneheads (Coneheads) de Steve Barron : Beldar Conehead/Donald R.DeCicco
- 1994 : My Girl 2 de Howard Zieff : Harry Sultenfuss
- 1994 : L'Irrésistible North (North) de Rob Reiner : Pa Tex
- 1994 : A Century of Cinema de Caroline Thomas : lui-même
- 1994 : Club Eden : L'Île aux fantasmes (Exit to Eden) de Garry Marshall : Fred Lavery
- 1995 : The Random Factor : Dexter (voix)
- 1995 : Le Courage d'un con (Tommy Boy) de Peter Segal : Ray Zalinsky
- 1995 : Casper de Brad Silberling : Dr Raymond Stantz
- 1995 : Canadian Bacon de Michael Moore : RCMP Officer
- 1996 : Sergent Bilko (Sgt. Bilko) de Jonathan Lynn : Colonel John T. Hall
- 1996 : Getting Away with Murder de Harvey Miller : Jack Lambert
- 1996 : Celtic Pride de Tom DeCerchio : Jimmy Flaherty
- 1996 : Les Voyageurs de l'arc-en-ciel (Rainbow) de Bob Hoskins : Shérif Wyatt Hampton
- 1996 : Feeling Minnesota de Steven Baigelman : Dét. Ben Costikyan
- 1996 : Président ? Vous avez dit président ? (My Fellow Americans) de Peter Segal : Président William Haney
- 1997 : Tueurs à gages (Grosse Pointe Blank) de George Armitage : Grocer
- 1998 : Blues Brothers 2000 de John Landis : Elwood Blues
- 1998 : Fourmiz (Antz) d'Eric Darnell et Tim Johnson : Chip (voix)
- 1998 : Susan a un plan (Susan's Plan) de John Landis : Bob
- 1999 : Diamonds de John Asher : Lance Agensky

#### Années 2000
- 2000 : Stardom de Denys Arcand : Barry Levine
- 2000 : Loser de Amy Heckerling : M. Tanneck
- 2000 : Chez les heureux du monde (The House of Mirth) de Terence Davies : Augustus Trenor (Gus)
- 2001 : Pearl Harbor de Michael Bay : Capitaine Thurman
- 2001 : Évolution (Evolution) d'Ivan Reitman : Gouverneur Lewis
- 2001 : Le Sortilège du scorpion de jade (The Curse of the Jade Scorpion) de Woody Allen : Chris Magruder
- 2001 : On the Nose de David Caffrey : Dr Barry Davis
- 2002 : Crossroads de Tamra Davis : Pete Wagner
- 2002 : Amours suspectes (Unconditional Love) de P. J. Hogan : Max Beasley
- 2003 : Bright Young Things de Stephen Fry : Lord Monomark
- 2004 : Amour et Amnésie (50 First Dates) de Peter Segal : Dr Keats
- 2004 : Intern Academy de Dave Thomas : Dr Cyrill Kipp
- 2004 : Un Noël de folie ! (Christmas with the Krank) de Joe Roth : Vic Frohmeyer
- 2007 : Sexy Devil (Shortcut to happiness ou The Devil and Daniel Webster) de Alec Baldwin : Julius Jenson
- 2007 : Quand Chuck rencontre Larry (I now Pronounce You Chuck and Larry) de Dennis Dugan : Capitaine P. Tucker
- 2008 : War, Inc. de Joshua Seftel : Vice-président

#### Années 2010
- 2010 : Yogi l'ours (Yogi Bear) d'Eric Brevig : Yogi (voix)
- 2012 : Moi, député (The Campaign) de Jay Roach : Wade Motch
- 2013 : Legends of Oz: Dorothy's Return de Will Finn et Dan St. Pierre (en) : l'épouvantail (voix)
- 2014 : Get On Up de Tate Taylor : Ben Bart
- 2014 : Tammy de Ben Falcone : Don
- 2015 : Pixels de Chris Columbus : le présentateur du championnat de jeu vidéo d'arcade en 1982
- 2016 : SOS Fantômes de Paul Feig : le chauffeur de taxi (caméo)

#### Années 2020
- 2020 : SOS Fantômes : L'Héritage (Ghostbusters: Afterlife) de Jason Reitman : Dr Raymond Stantz
- 2024 : SOS Fantômes : La Menace de glace (Ghostbusters: Frozen Empire) de Gil Kenan : Dr Raymond Stantz

### Télévision
- 1993 - 1994 : Une Nounou d'Enfer (The Nanny): Réparateur de réfrigérateurs
- 1996 : Psi Factor, chroniques du paranormal ("PSI Factor: Chronicles of the Paranormal") : Le Présentateur
- 1997 - 1998 : Un pasteur d'enfer (Soul Man) : Révérend Mike Weber
- 1998 : The Arrow : Crawford Gordon
- 2001 : Earth vs. the Spider de Scott Ziehl : Détective Insp. Jack Grillo
- 2009 : According to Jim
- 2011 : The Defenders

#### Téléfilms
- 1975 : Coming Up Rosie : Purvis Bickle
- 1977 : Things We Did Last Summer : Elwood Blues
- 1978 : All You Need Is Cash : Brian Thigh
- 1983 : The Coneheads : Beldar (voix)
- 1991 : Two-Fisted Tales : Milligan (segment "Yellow")
- 2013 : Ma vie avec Liberace (Behind the Candelabra) de Steven Soderbergh : Seymour Heller

### Comme scénariste
- 1980 : The Blues Brothers (The Blues Brothers)
- 1981 : Steve Martin's Best Show Ever (TV)
- 1984 : SOS Fantômes (Ghost Busters)
- 1985 : The Best of John Belushi (vidéo)
- 1985 : Drôles d'espions (Spies Like Us)
- 1986 : The Best of Dan Aykroyd (vidéo)
- 1987 : Dragnet
- 1991 : Tribunal fantôme (Nothing But Trouble)
- 1993 : The Best of the Blues Brothers (vidéo)
- 1993 : Coneheads
- 1998 : Blues Brothers 2000

### Comme réalisateur
- 1991 : Tribunal fantôme (Nothing But Trouble)

### Comme producteur
- 1988 : Mars: Base One (TV)
- 2016 : SOS Fantômes (Ghostbusters) de Paul Feig
- 2020 : SOS Fantômes : L'Héritage (Ghostbusters 2020) de Jason Reitman

## Distinctions

### Récompenses
- 1989 : Razzie Award du pire second rôle masculin pour Caddyshack II
- 1992 : Razzie Award du pire second rôle masculin pour Tribunal fantôme (Nothing But Trouble)

### Nominations
- 1985 : Prix Hugo du meilleur film pour SOS Fantômes (1984) partagé avec Ivan Reitman (réalisateur) et Harold Ramis.
- 62e cérémonie des Oscars 1990 : Meilleur acteur dans un second rôle pour Miss Daisy et son chauffeur (1989).
- 1990 : American Comedy Awards du meilleur acteur dans un second rôle pour Miss Daisy et son chauffeur (1989).
- 12e cérémonie des Razzie Awards 1992 : Pire réalisateur pour Tribunal fantôme (Nothing But Trouble) (1991).
- 12e cérémonie des Razzie Awards 1992 : Pire scénario pour Tribunal fantôme (Nothing But Trouble) (1991) partagé avec Peter Aykroyd (en).
- 15e cérémonie des Razzie Awards 1995 : Pire acteur dans un second rôle dans une comédie romantique pour Exit to Eden (1994) et pour L'Irrésistible North (1994).
- 15e cérémonie des Razzie Awards 1995 : Pire couple à l'écran dans une comédie romantique pour Exit to Eden (1994) partagé avec Rosie O'Donnell.

## Voix francophones
En France, Dan Aykroyd a été régulièrement doublé par Richard Darbois de 1984 à 2007 (sans compter le film d'animation Yogi l'ours, sorti en 2010, pour lequel il prête sa voix, ainsi que SOS Fantômes : L'Héritage sorti en 2021 puis SOS Fantômes : La Menace de glace sorti en 2024). Il a également, de manière très occasionnelle, été doublé par Dominique Collignon-Maurin ou encore Patrick Préjean. De 2013 à 2015, Patrick Béthune a été une de ses nouvelles voix et l'a doublé à trois reprises.
Au Québec, Mario Desmarais a été la voix québécoise régulière de l'acteur.

## Vie privée
Il épouse Donna Dixon en 1983 et le couple a trois filles, dont l'auteure-compositrice-interprète Vera Sola (en). Ils se sont rencontrés sur le tournage du film Doctor Detroit.
Il est autiste Asperger, et a également le syndrome de Gilles de La Tourette. Il est atteint de syndactylie, une malformation congénitale caractérisée par la fusion de doigts ou d'orteils. Dans Mr. Mike's Mondo Video (1979), il ôte ses chaussures devant la caméra, révélant cette malformation. Il est également porteur d'hétérochromie (yeux vairons). L'un est bleu, l'autre est marron.

## Collaborations et autres réalisations
- En 1985, il chante dans le morceau We Are the World de Michael Jackson et Lionel Richie.
- En 1989, il apparaît au côté de Steve Guttenberg et de bien d'autres acteurs et actrices, dans le clip de Michael Jackson Liberian Girl réalisé par Jim Yukich.
- En 2007, il crée et finance une marque de vodka en collaboration avec John Alexander (en), la Crystal Head Vodka (en).